# Jacqueline de Jong
Jacqueline Beatrice de Jong (Hengelo, 3 de febrero de 1939-Ámsterdam, 29 de junio de 2024) fue una pintora, escultora y artista gráfica neerlandesa.

## Biografía

### Primeros años (1939-1957)
Nació en la ciudad neerlandesa de Hengelo de padres judíos. Ante la invasión alemana de los Países Bajos, se escondieron. Tras un fallido intento de escapar a Inglaterra, su padre Hans permaneció en Ámsterdam mientras con su madre se dirigieron a Suiza, acompañadas por el pintor neerlandés Max van Dam. En la frontera fueron capturados por la policía francesa, pero justo cuando estaban a punto de ser deportados al campo de internamiento de Drancy, fueron rescatados por la resistencia, que los ayudó a cruzar la frontera. Cuando regresaron a los Países Bajos después de la guerra, Jacqueline no sabía hablar neerlandés. A partir de 1947 asistió a la escuela en Hengelo y en Enschede (Gemeentelijk Lyceum).

### Inicio de carrera (1957-1990)
En 1957 se fue a París y trabajó en la boutique de Christian Dior mientras estudió francés y teatro. Después de partir hacia Londres en la primavera de 1958 para estudiar teatro en la Guildhall School of Music and Drama, regresó a Ámsterdam entre septiembre de 1958 y 1961, donde trabajó en el Museo Stedelijk, la sede del arte moderno. Visitó Londres en 1959 donde conoció al pintor danés Asger Jorn, fundador del grupo CoBrA, y se convirtieron en pareja. Él tenía 45 años, frente a los 20 de ella.
Se unió a la Internacional Situacionista en 1960, y comenzó a participar en conferencias y en el Comité Central, fue una de las pocas mujeres socias. Tras la expulsión de Constant Nieuwenhuys y su grupo, se convirtió en la Sección Neerlandesa de la organización, que estuvo bajo su dirección. No aceptó el modo en que se había expulsado a la sección alemana, también conocida como Gruppe SPUR, y dimitió. La brecha entre los debordistas y la Segunda Internacional Situacionista creció; sin embargo, se negó a unirse a ninguna de las facciones y afirmó que la gente debería actuar como situacionista. Entre 1962 y 1967 editó y publicó The Situationist Times, proyecto en el que participaron Gaston Bachelard, Roberto Matta, Wifredo Lam y Jacques Prévert, entre otros escritores, poetas y artistas visuales, que se convirtió en un espacio de expresión y colaboración. En mayo de 1968 estuvo en París imprimiendo y distribuyendo carteles revolucionarios.
Desde que inició sus actividades como pintora, escultora y artista gráfica, continuó exponiendo en toda Europa y Estados Unidos. Creó 28 pinturas murales para el ayuntamiento de Ámsterdam y una instalación independiente para el Banco de los Países Bajos.
En 1970 abandonó a Asger Jorn y se mudó a Ámsterdam con Hans Brinkman, más tarde galerista y organizador de exposiciones y ferias internacionales. Se divorciaron en 1989.

### Carrera posterior y legado (1990-2024)
En 1990 se convirtió en la compañera del abogado Thomas H. Weyland. Desde 1995 Tom Weyland formó parte del consejo editorial de la Revista Internacional de Bienes Culturales (editada por De Gruyter). Se casaron en 1998 en Airopolie (Grecia). Dieron varias conferencias sobre «derechos intelectuales, derechos de autor, détournement y modificación» en los Países Bajos y el Reino Unido. En 1996 compraron una propiedad en Bourbonnais, Francia, donde ella trabajó su huerto y cultivó patatas, que se convirtió en expresión de su arte: El lenguaje de la patata en el Museo Van Abbe Eindhoven, invitada por Jennifer Tee, 2003; Baked Potatoes, Albisola (Italia), invitada por Roberto Ohrt, 2006; y las joyas de Oro, Pommes de Jong (2008-2011). Junto con Weyland, creó la Fundación Weyland de Jong a principios de 2009. Su objetivo principal es apoyar a los artistas de vanguardia de todas las disciplinas, arquitectos y científicos del arte mayores de 50 años. Weyland falleció en mayo de 2009.
En 2003, se mostró una exposición retrospectiva de su obra en el Museo Cobra de Arte Contemporáneo de Amstelveen, Países Bajos y en el KunstCentret Silkeborg Bad de Dinamarca, mientras que en Bélgica se publicó una monografía, Undercover in de Kunst/in Art (Editorial Ludion).
En 2012 tuvo lugar una exposición de su obra en Estocolmo (Moderna Museet, del 25 de febrero al 8 de abril de 2012). Su archivo fue adquirido por la Biblioteca Beinecke de libros raros y manuscritos de la Universidad Yale, Estados Unidos, The de Jong Papers, en 2011, donde también dio una conferencia el 7 de mayo de 2012.
Del 9 al 25 de mayo de 2012, se organizó una exposición de su obra en Boo-Hooray de Nueva York, bajo el título Jacqueline de Jong: The Situationist Times 1962-1967, que incluyó publicaciones, fotografías, materiales efímeros y manuscritos relacionados con su publicación The Situationist Times, en la celebración del 50 aniversario de su primer número, tras la cual aparecieron otros cinco números en los años siguientes (hasta 1967). Posteriormente la revista fue digitalizada y se encuentra disponible en línea.
En 2019 recibió el premio francés AWARE por su trayectoria y obra, mientras que una exposición retrospectiva de su trabajo, Pinball Wizard, se exhibió el Museo Stedelijk de Ámsterdam (2019), otra muestra retrospectiva se realizó en Les Abattoirs de Toulouse entre 2018 y 2019.
Su estilo artístico fue definido como «una obra truculenta, teñida de violencia y erotismo».
Falleció en Ámsterdam el 29 de junio de 2024, a la edad de 85 años, de cáncer de hígado.